# ديفيد وايت (لاعب كرة قاعدة)
ديفيد وايت (بالإنجليزية: David White)‏ هو لاعب كرة قاعدة أسترالي وأمريكي، ولد في 18 ديسمبر 1961 في شيكاغو في الولايات المتحدة.

## وصلات خارجية
- ديفيد وايت على موقع أوليمبيديا (الإنجليزية)